# Phan Thị Ràng

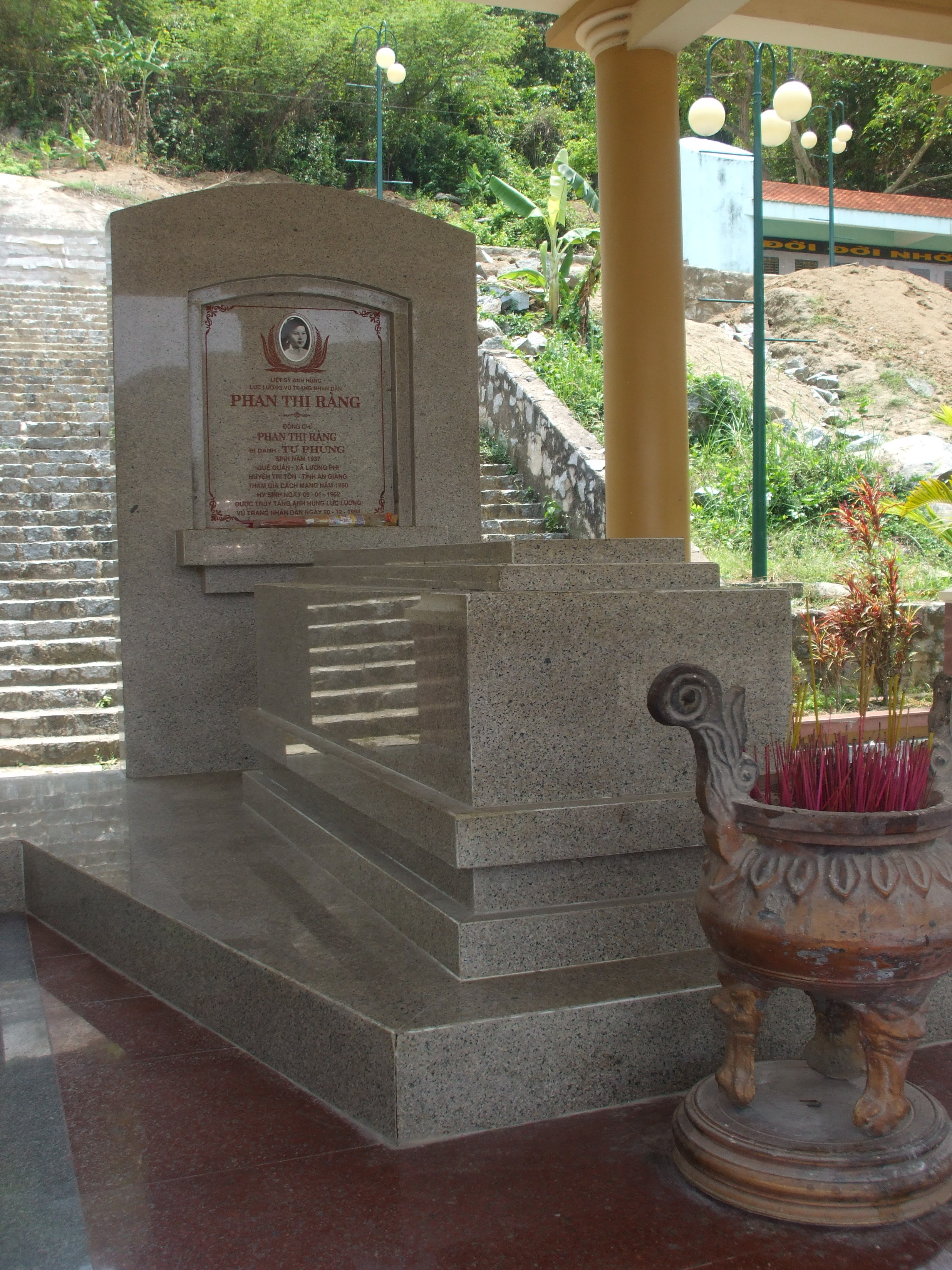
Mộ Phan Thị Ràng

Phan Thị Ràng (1937 - 1962) là một nữ chiến sĩ và liệt sĩ, được truy tặng danh hiệu Anh hùng lực lượng vũ trang nhân dân Việt Nam. Bà sinh ra tại xã Lương Phi, huyện Tri Tôn, An Giang. Ngoài ra, bà được biết là nguyên mẫu của nhân vật chị Sứ trong tác phẩm Hòn Đất.

## Tiểu sử
Bà Phan Thị Ràng sinh năm 1937 tại tỉnh An Giang, có tên cách mạng là Tư Phùng, sống ở xã Bình Sơn, huyện Châu Thành, tỉnh Rạch Giá (ngày nay thuộc xã Bình Sơn, tỉnh An Giang).
Năm 1950, bà tham gia vào đội thiếu niên cứu quốc, đến năm 1954 bắt đầu tham gia cách mạng và đổi tên là Tư Phùng. Năm 1959, Tư Phùng được dự một lớp học dự bị đảng viên và một lớp đào tạo cô đỡ để chuẩn bị hoạt động công khai.
Năm 1960, bà được giao phụ trách thanh niên đi phá đường, đắp cản và bao vây đồn bốt phía địch từ Vàm Rầy đến Tám Ngàn tại xã Thổ Sơn, huyện Châu Thành, tỉnh Rạch Giá (nay thuộc xã Hòn Đất, tỉnh An Giang). Tháng 1 năm 1962, phía Việt Nam Cộng hòa tập trung hơn 2.000 quân đánh vào vùng căn cứ của quân cách mạng ở Ba Hòn gồm Hòn Đất, Hòn Me và Hòn Sóc. Trong thời gian kháng chiến bà vừa liên lạc giữa các đơn vị trong khu căn cứ, vừa tổ chức vận động nhân dân đấu tranh chính trị, binh vận, phối hợp với các hoạt động quân sự buộc phía Việt Nam Cộng hòa phải bỏ dở cuộc càn quét.
Đêm ngày 8 rạng sáng ngày 9 tháng 1 năm 1962, bà đã bị bắt khi đang làm nhiệm vụ. Dù bị giặc bắt và đưa ra điều kiện, kể cả nhục hình và dụ dỗ nhưng bà vẫn một lòng trung thành và cuối cùng bị giặc sát hại khi vừa bước sang tuổi 25 (1962).
Ngày 20 tháng 12 năm 1994, bà Phan Thị Ràng được nhà nước Cộng hòa Xã hội Chủ nghĩa Việt Nam truy tặng danh hiệu Anh hùng lực lượng vũ trang nhân dân.
Một cuốn tiểu thuyết, Hòn Đất của nhà văn Anh Đức đã viết dựa trên những sự kiện của cuộc đời bà. Trên tinh thần này, một vở vũ kịch, Chị Sứ, do Xuân Định đạo diễn và Hoàng Vân sáng tác nhạc, cũng đã ra đời vào năm 1968 và được công diễn nhiều năm trên sân khấu Nhà Hát Lớn Hà Nội.